# Пенджабська мова
Пенджабі (ਪੰਜਾਬੀ / پنجابی) — мова пенджабців. Належить до індоарійських мов індоєвропейської мовної родини.
Розповсюджена в східній частині Пакистану, а також у північно-західному та інших районах Індії (головним чином в штаті Пенджаб), одна з офіційних мов Індії. В Пакистані мовою пенджабі розмовляє близько 60 млн осіб, попри те, що офіційна мова країни — урду. В Індії пенджабі — це офіційна мова штату Пенджаб, хоча цією мовою розмовляють і в сусідніх штатах Хар'яна і Хімачал-Прадеш. Крім того, приблизно чверть населення Нью-Делі використовує пенджабі в повсякденному житті. Таким чином, в Індії мешкає приблизно 25 млн мовців пенджабі.

### Діалекти
В пенджабі виділяють низку стандартних діалектів.
- Діалект мадж (mājhī) покладено в основу літературної пенджабі. До піддіалектів Маджі належить амрітсар (район міста Амрітсар), лахаурі (округи Лахор, Сіялкот, Шакаргарх і частково на території Гуджранвалі), гурдаспурі.
- Діалект доабі (dōābī) з піддіалектами джалландарі, хошіарпурі і капуртхалі.
- Діалект малваї або мальваї (mālwāī; район Фірозпура, Лудхіани, Таві, Дханаулі).

Крім того Ю. А. Смірнов виділяє перехідні (між пенджабі та західнопенджабськими мовами) діалекти, які в традиційній класифікації розглядають разом зі стандартними.
- Діалект поваден або пуаді (pōwādhī; район Банджар, Сархінда, Евама, Раджпурі, Кхарара, Рупара, Кура).
- Діалект ратха (rāṭhī).
- Діалект бхаттіані (bhaṭṭiānī; район Фірозпура)